# 圣经密码
圣经密码，也称作Torah密码 （妥拉，英文：Torah，可泛指猶太教的全部律法教條，尤指《猶太聖經》的首五卷書），最初指的是在《希伯来圣经·创世记》的开头每隔50个字母跳读，就可以拼出“Torah”一词（意指《摩西五经》，即《创世记》、《出埃及记》、《利未记》、《民数记》及《申命记》），另外在《出埃及记》、《民数记》和《申命记》中亦是如此。这种现象后来被称做等距字母序列（Equidistant letter sequences），简称“ELS”。这个密码，由于The Bible Code一书的出版而闻名于世，书中作者声称这些密码可以预言将来。此論受到各方專家和许多宗教团体强烈質疑，且也不被教廷所認可。
猶太人傳統上將妥拉視為神的話語，將之視為最神聖的文件，因此對於抄寫妥拉，有非常嚴格的規定，只要一個抄本有一處出現傳抄錯誤，包括多一字、少一字、拼寫稍有錯誤等，那這個抄本就是無效的；然而儘管如此，傳抄的錯誤依舊無法避免，而妥拉在實際上在不同時代、不同地方，也有一些差異，也就是說，妥拉有不同的版本存在。

## 概述
最先出自13世纪一位名叫Bachayah的犹太教拉比的著作。20世纪初，这一内容被居住在捷克首都布拉格的一位犹太教教士Michael Ber Weissmandl发现。并在他死后的1957年，由他的学生将其公之于众。
到了1980年代，以色列希伯来大学的数学家Eliyahu Rips和物理学家Doron Witstum利用计算机高速计算对比（一套精密的数学运算模式），挑選圣经时代以来的32位知名人物，结果发现他们的名字和出生与死亡日期在《创世记》中都是编在一起的。后来他们把整本希伯来文圣经原文去除了所有字间距，连贯成总长304805个字（因为根据传说，摩西从上帝手中接受的圣经就是“字字相连，无一中断”），采用计算机跳跃码方式，在字符串中寻找名字、单词和词组，最终找到了一系列相关信息。据此完成了《聖經密碼》，经过耶鲁大学、哈佛大学、希伯来大学多名数学家验证，以及美国Statistical Science杂志（Institute of Mathematical Statistics的機關期刊之一）的三次复核后（他们经过数学分析，证实圣经密码为巧合的可能性只有二十五亿分之一，后来研究人员以更高难度测试，发现为巧合的可能性低至五万兆分之一），于1994年8月，正式发表在了Statistical Science杂志上（对于这篇论文的争论参见下面的“各方观点”）。
1997年面世的《聖經密碼》（The Bible Code）引起了世人对圣经密码的关注，作者Michael Drosnin是一名无宗教信仰的记者，曾於《华盛顿邮报》和《华尔街日报》工作，他经过5年的采访和深入调查研究后写成此书。他甚至通过密码找出了“Year of Bible Code Revealed 1997（1997年圣经法典公布）”的词组。但Eliyahu Rips在一篇文告中宣称：“我本人并不支持Drosnin对读码的见解，也不赞成他所下的结论……凡是从Torah（摩西五经）中擷取信息或以其为预言的根据，是无益和没有价值的。这不仅是我个人的意见，也是每一位从事解码研究的科学家的意见。”到目前为止，他已出版了续集《聖經密碼II》（The Bible Code Ⅱ），其副标题为“倒數计时”（The Countdown）。在文中他做的最后结论是：“圣经密码可能既不是‘正确的’，也不是‘错误的’。密码要告诉我们的，可能是‘什么事可能发生’，而不是‘什么事会发生’。不过，因我们不能让我们的世界毁灭掉，我们不能什么事都不做，只是在那里等待——我们必须假定，圣经密码里头的警告是真的”。但如果真有上帝，祂的旨意人類又能如何呢？

## 密码原理
从圣经第一个字母开始，寻找一种可能的跳跃序列，从1、2、3个字母，依序到跳过数千个字母，看能拼出什么字，然后再从第2个字母开始，周而复始。一直到圣经最后一个字母。 
- 例如Rips ExplAineD thaT eacH codE is a Case Of adDing Every fourth or twelth or fiftieth to form a word得出隐含讯息为READ THE CODE。

找到关键词后，接着在关键字附近寻找相关讯息。
- 例如寻找“伊扎克·拉宾”，结果这个名字只出现一次，跳跃序列为4772。于是程序将整本圣经分成64行，每行4772个字母。就在重新编排的圣经裡，与“伊扎克·拉宾”相交的地方，找到“刺客将行刺”，后又找到“艾米尔”（刺客的名字）。用这种方法还能找到“拉宾遇刺”、“特拉维夫”、“5756”（希伯来年，公历1995年9月）这些单词。

## 各方观点
许多人相信圣经裏藏有密码——人类几千年来曾发生的事件和未来将要发生的事。也有人因此相信圣经当然是出自上帝之手。并认为圣经可能是“外星遗物”，设计成唯有地球文明达到一定的进化门檻时，才会自行示现的形式。
圣经密码的支持者认为，虽然任何一本书都可以找到随机字母组合，但要找到像“萨达姆”和“飞毛腿”及开战日期等相关讯息，除了圣经外，包括《战争与和平》在内的各类十万甚至百万字母的书籍，和千百万种电脑制造的实验个案，都没有找到如此连贯的讯息。
反对者则认为，希伯来文圣经自古以来均出现许多版本，几千年来的抄写必定会有不同的字句，解码所研究的圣经原文已经跟古抄本有一定的差别，包括句点和字距等都不一样。而且所解码的希伯来文圣经，只有辅音字母，没有元音字母。因此它完全不值得相信。另外，这种解码方式，实际上在传统的犹太神秘哲学卡巴拉（Cabala）里关于如何用数学运算法解释希伯来文圣经时已经提出。整本圣经希伯来文有30多万个字母，起码可以发生100亿种字母组合，所谓的密码只是一种断章取义。
还有一些人的质疑来自一些没能应验的预言，比如Michael Drosnin根据密码找到圣经关于1995年9月至1996年9月会发生“核武浩劫”并没有发生。据说他再用计算机程序找到结果出现Delay（延迟）的单词。
1999年，数学家Brendan McKay、Dror Bar-Natan和Gil Kalai及心理学家Maya Bar-Hillel，在Statistical Science上发表了一篇论文，声明他们提供了足够的证据来驳斥Witztum和Rips的论文。他们的主要观点是：
- Witztum和Rips采用的数据是希伯来文的拉宾名字。希伯来文对于名字的拼写是很灵活的，每一个名字可以有很多写法。因此在搜索名字的时候要更加注意。所以他们的结果是不严格的。论文中说：“……他们的数据没有按照他们实验时的规则严格定义。相反，对于这个规则，他们应用时，有很多‘摆动’。特别是对于拉宾的名字。”
- 对于他们的数据采集，有间接的证据表明是不正确的。也就是说名字的选择和拼写是不中立的，尤其向他们的假设偏向。
- 对于再现Witztum和Rips论文陈述结果的尝试失败了。论文中说：“原来论文的作者不能提供他们最初的源程序。而且现在原作者发布的源程序（两个），还有我们自己的程序，都得不到原来论文的结果。”

对此，还有进一步的争论。尽管还有少数科学家在继续这个工作，但是现在绝大部分科学家对此持否定的态度。

### 《白鯨記》中的訊息

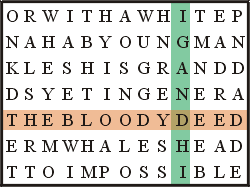
白鯨記密碼

許多人發現，Michael Drosnin用的方法和等距字母序列那篇論文的方法相比，相當不嚴密。不少人用相同的方法，很容易發現到處都藏有密碼，就如英王欽定版的《聖經》裏，可以找到UFO一樣，這下子整個懷疑都出來了。Michael Drosnin面對這些批評，在《新聞周刊》的一次訪問裡，他說：「假如我的批評者，能夠在《白鯨記》裡，找到某位總理被刺殺的密碼訊息，那麼我就會相信他們。」這對批評者來說，是個挑戰，而這場戰爭到這個時候，已經是相當白熱化了。
澳洲國立大學的一位計算機教授Brendan McKay，就接受這個挑戰，找到了底下印度總理英迪拉·甘地被刺的「訊息」，並且把它放在自己的網站上。直行的 IGANDHI，第一個 I 是他的名字 Indira 的縮寫，按著是甘地 (Gandhi)。按著橫行是 the bloody deed。死亡的契約，預示著甘地是會被殺的。

## 参看
- 圣经
- 艾萨克·牛顿
- 等距字母序列
- 隐写术
- 燒餅歌
- 諾斯特拉達姆士

## 相关书籍或论文
- Yacov Rambsel: Yeshua-The Name of Jesus Revealed in The Old Testament
- Grant R. Jeffrey: Signature of God
- Michael Drosnin: The Bible Code. Simon & Schuster, 1997. ISBN 0684810794.
- Jeffrey Satinover, MD: "Cracking the Bible Code". Wm. Morrow, 1997. ISBN 0688154638.
- D. Witztum, E. Rips and Y. Rosenberg, Equidistant letter sequences in the Book of Genesis, Statistical Science, 9 (1994) 429-438.
- B. McKay, D. Bar-Natan, M. Bar-Hillel, G. Kalai, Solving the Bible Code Puzzle, Statistical Science, 13 (1999) 150-173（页面存档备份，存于）